# Bombardier Flexity
 (décembre 2021).
Si vous disposez d'ouvrages ou d'articles de référence ou si vous connaissez des sites web de qualité traitant du thème abordé ici, merci de compléter l'article en donnant les références utiles à sa vérifiabilité et en les liant à la section « Notes et références ».

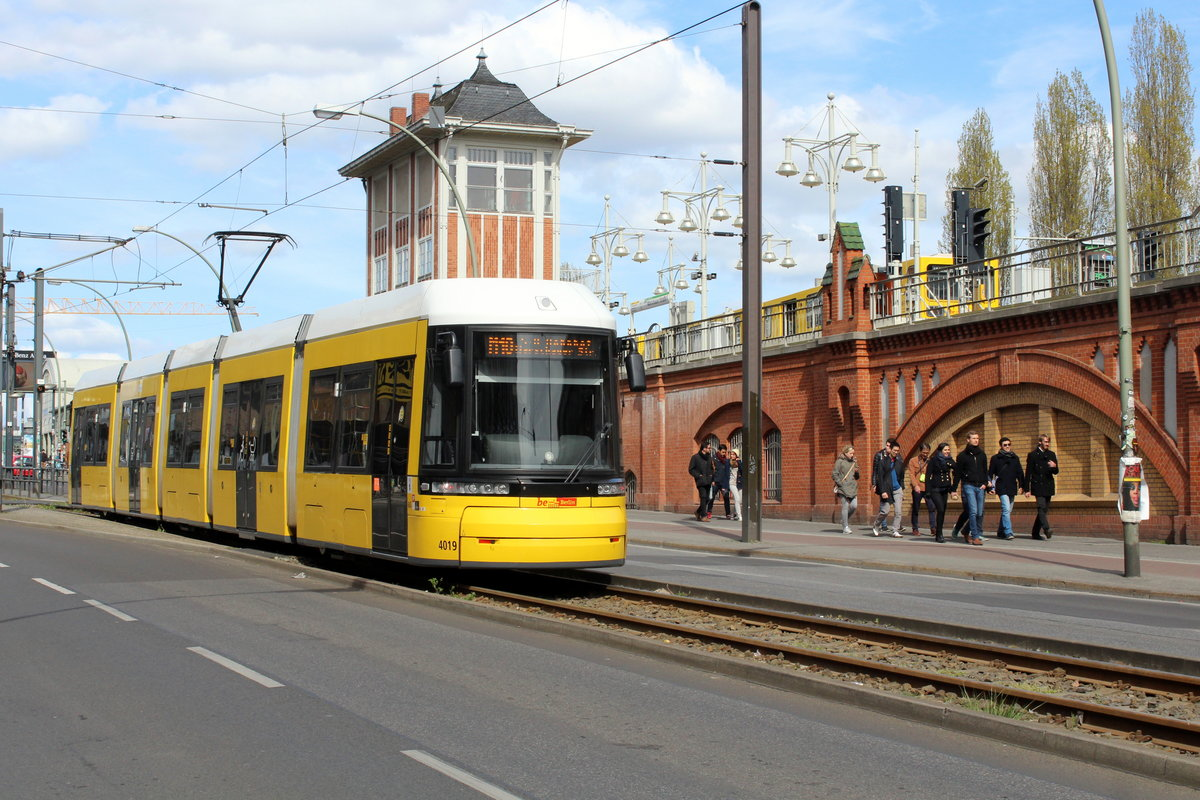
Rame Bombardier Flexity sur la Warschauer Strasse à Berlin en 2016

Le Bombardier Flexity est une gamme de tramways, métros légers et tram-trains produite par la société Bombardier. Depuis le rachat de ce dernier par Alstom cette gamme a peu à peu été absorbée par la gamme Citadis de ce dernier.

## Modèles
- Flexity Outlook, tramway à plancher bas intégral;
- Flexity 2, tramway à plancher bas intégral produit depuis 2011, remplaçant le Flexity Outlook, aujourd'hui repris en tant que Citadis X05;
- Flexity Classic, tramway et métro léger à plancher bas partiel produit depuis 1999, aujourd'hui repris en tant que Citadis Classic;
- Flexity Link, tram-train produit entre 1997 et 2000;
- Flexity Swift, métro léger et tram-train, aujourd'hui repris en tant que Citadis Classic.